# Awash nationalpark
Awash nationalpark är en nationalpark i Etiopien. Den ligger i regionen Afar, i den centrala delen av landet, 140 km öster om huvudstaden Addis Abeba.